# セスナ サイテーション・ロンジチュード
モデル700
サイテーション・ロンジチュード
ロンジチュード(N707CL)
- 用途：ビジネスジェット
- 製造者：セスナ
- 初飛行：2016年10月8日[2]
- 生産開始：2017年3月[3]
- 運用開始：2019年10月[4]
- 運用状況：生産中
- ユニットコスト：2700万ドル[4]
- 原型機：サイテーション・ラティチュード
- 派生型：サイテーション・ヘミスフィア（英語版）

セスナ サイテーション・ロンジチュードは航続距離が6,500kmのビジネスジェットで、セスナ社のサイテーションシリーズのモデルである。2012年5月のEBACE(ヨーロッパ・ビジネス航空博覧会)で発表され、2016年10月8日に初飛行し、2019年9月21日に型式証明を取得した。ハネウェルのHTF7700Lターボファンエンジンを備え、アルミニウム製の機体はラティチュードの胴体と断面形状は同じだが、長さは座席1列分ほど延ばされている。また、後退角28度の主翼とT型の尾翼を備えている。

## デザイン
この機の計画は、開発が中止されたサイテーション・コロンバスの後継とされる。ロンジチュードの胴体断面形状は直径が2.11mでラティチュードと同じである。尾部はT型で、胴体はエリアルールに従った断面形状をしている。主翼は角度の緩やかなウィングレットを備えており、胴体も主翼もアルミニウム製である。キャビンはコロンバスの設計よりも、18cm短く、15cm細い。
当初はスネクマ(現サフラン)のシルバークレストエンジンを動力にする予定だったが、量産モデルはハネウェルのHTF7700Lターボファンエンジンを用いている。
主翼や尾部はホーカー 4000に似ているが、ロンジチュードはウィングレットを備えている分、全幅は161cm長くなっている。主翼は緩やかな超臨界形状で、内側の25%弦長点で26.8度、外側の25%弦長点で28.6度の後退角になっている。元になったラティチュードは乗客6席仕様だったが、ロンジチュードの胴体は8席を収容できるように強化され延長されている。キャビンは高さ1.83m、幅1.96m、長さ7.62m、床の幅は1.24mである。
離陸重量は14,130kgで最大離陸重量が17,920kgのため、重量には3,790kgの余裕がある。この離陸重量で離陸すると、高度6000mまでの上昇速度は毎分777mである。高度13,000m、国際標準大気-4度の環境でマッハ0.83(876km/h)で巡航すると、毎時390～400kgの燃料を消費する。

## 開発
ロンジチュードは2012年5月のEBACE(ヨーロッパ・ビジネス航空博覧会)で発表された。当初はスネクマ(現サフラン)のシルバークレストエンジンを搭載し、2600万ドルの価格で2017年に市場投入される予定だった。しかしシルバークレストは開発が遅れたため、エンジンはハネウェルのHTF7700Lに変更された。
2016年10月8日、試験1号機が初飛行を行った。2号機は同11月に初飛行を行い、これらの2機で2017年3月までに計125回、延べ250時間の飛行を行った。さらに3月には3号機も導入され、アビオニクスの開発やフライトシミュレータ用のデータ収集などが始まった。また、この時点で量産モデルの生産も始まっていた。4号機は2017年5月に飛行試験に加わり、内装や環境制御システム、与圧などのキャビンに関する技術評価のために用いられた。最初の量産機は2017年6月12日にロールアウトし、その時点までに4機の試験機が延べ550時間の飛行を行った。
2018年5月までに3000時間を超える飛行試験が行われ、翌月には飛行試験や20万ページに及ぶ文書作成は完了すると見込まれていた。しかし従来のプロセスと比べて地上試験も飛行試験もFAAに要求される項目が倍増し、経験したことの無い新たな試験や文書作成が必要となり、型式証明の取得プロセスは大きく遅れることになった。特に問題になったのがトランス・ワールド航空800便墜落事故を受けてできた燃料タンクの規制で、燃料タンクの可燃性を試験プロセスで検証することが求められた。ロンジチュードの燃料タンクそのものはアルミニウム製の翼の中に収容されていたが、燃料系統の一部はフェアリングで覆っているだけだったため、可燃性に問題があるとされた。このままでは型式証明を取得できないため、親会社のテキストロンはFAAに例外扱いすることを2月に嘆願していたが、8月になってようやく2020年1月末までの一時的な適用猶予が認められた。しかし2018年10月1日までにコンプライアンス計画を提出することが義務づけられた。
10月15日、ビジネスジェットのフラクショナル事業者であるネットジェッツは最大175機のロンジチュード(定価2600万ドル)と150機のヘミスフィア(定価3500万ドル)を購入することを発表した。
2018年12月、累計1650回、4050時間に及ぶ飛行試験の後、ロンジチュードはFAAの事前型式証明を取得した。この時点では2019年初頭に初号機を引き渡すことが予定されていた。しかし燃料タンクの可燃性に関する問題が完全には解決していなかったため、機体は完成品として引き渡しできるものの、標高の高い空港や短縮垂直間隔での運用は制限され、また、ロンジチュードの電気配線のメンテナンスをできるのはテキストロンに限定するという条件付きの事前型式証明だった。
テキストロンは燃料タンクについて一時的な例外扱いではなく恒久的な適用除外を求めていたが、2019年6月にそれが認められた。その結果、当初の予定から18ヶ月遅れて、2019年9月21日にようやくロンジチュードはFAAから正式な型式証明を取得した。そして既に初号機を顧客に引き渡したことを10月2日に発表した。

## スペック
- 乗員：2+1人
- 乗客：8～12人
- 全長：22.3 m
- 全幅：21.1 m
- 全高：5.92 m
- 翼面積：49.91 m2 (495 ft2)
- 翼型 : 後退翼 (28.6度)
- 空虚重量：10,954 kg
- 最大離陸重量：17,917 kg
- 燃料満載時のペイロード：730 kg
- キャビン高 : 1.83 m
- キャビン幅 : 1.96 m
- キャビン長 : 7.67 m
- エンジン：ハネウェル製 HTF7700L ターボファン 2基（各34.1 kN (7,665 lb))

- 巡航速度：895 km/h
- 航続距離：6,482 km (3,500海里)
- 実用上昇限度：13,716 m (45,000 ft)
- 上昇所要時間 : 離陸から高度13,100m (43,000ft)まで16分[21]
- 離陸距離 : 1,466 m
- 着陸距離 : 966 m
- キャビン高度 : 1,810 m
- 燃費：1,100kg (最初の1時間)、730～820kg (巡航時)[21]
- アビオニクス : ガーミン G5000

## 参照
1. ↑  “Midsize and Super-MidsizeJets About To Enter The Marketplace”. Aviation Week:  Cessna Longitude. (2016年11月2日)
2. 1 2  "Revolutionary Cessna Citation Longitude takes to the skies" (Press release). Textron aviation. 8 October 2016.
3. 1 2  Grady, Mary (2017年3月20日). “Textron Starts Longitude Production”. AVweb
4. 1 2 3  Siebenmark, Jerry (2019年10月2日). “Cessna Citation Longitude Enters Service”.   AIN online. 2019年10月5日閲覧。
5. ↑  Fred George (2012年5月14日). “Cessna Unveils Citation Longitude”. Aviation Week & Space Technology. 2017年6月14日閲覧。
6. ↑  “Citation Latitude Preliminary Specification & Description”.   Cessna (2012年2月). 2016年3月6日時点のオリジナルよりアーカイブ。2016年4月29日閲覧。
7. ↑  "Cessna showcases new Citation Longitude at NBAA 2015; announces large cabin Citation Hemisphere" (Press release). Cessna. 16 November 2015.
8. ↑  Fred George (2016年3月7日). “Cessna Citation Longitude About to Take Off”.   Business & Commercial Aviation. 2016年6月1日閲覧。
9. ↑  Matt Thurber (2018年10月23日). “Pilot Report: Citation Longitude”. AIN online
10. ↑  "Cessna Announces Long-Range Citation Business Jet" (Press release). Cessna. 14 May 2012.
11. ↑  Lynch, Kerry (2016年10月31日). “Cessna Selects Hemisphere Suppliers, Boosts Longitude”.   AIN online. 2019年10月5日閲覧。
12. ↑  Kerry Lynch (2017年5月9日). “Textron's Fourth Longitude Takes To Skies”. Aviation International News
13. ↑  Trautvetter, Chad (2017年6月13日). “Textron Rolls Out First Production Citation Longitude”.   AIN online. 2019年10月4日閲覧。
14. ↑  Ian Sheppard (2018年5月28日). “Citation Longitude Poised to Complete Flight-test Campaign”. Aviation International News
15. ↑  Kerry Lynch (2018年7月18日). “Tackling New FAA Process, Textron Eyes 3Q Longitude Nod”. AIN online
16. ↑  Kerry Lynch (2018年8月28日). “Temporary Exemption Clears Hurdle for Longitude FAA Nod”. AIN online
17. ↑  Stephen Pope (2018年10月15日). “NetJets Inks Massive Deal for Cessna Citation Jets”. Flying magazine
18. ↑  "Cessna Citation Longitude achieves provisional type certification" (Press release). Textron Aviation. 20 December 2018.
19. ↑  Jerry Siebenmark (2018年12月20日). “Textron Gets Provisional Type Certificate for Longitude”. AIN online
20. ↑  Sarsfield, Kate (2019年9月23日). “Citation Longitude secures US type certification”.   FlightGlobal. 2019年10月5日閲覧。
21. 1 2  Ian Sheppard (2018年2月27日). “Textron Shows Off Longitude’s Quiet Cabin”. AIN